# 白井捷一
白井 捷一（しらい しょういち、1939年2月1日 - 2025年2月20日）は、日本の政治家。元北海道長万部町長（2期）。愛知県豊橋市出身。町長在任時はまんべくんが人気があったためファンの間で”長万部超長という愛称で親しまれていた。

## 経歴
戦後開拓農家として長万部町で育つ。長万部町立双葉中学校（現・長万部町立長万部中学校）卒業。長万部農業協同組合（現・新函館農業協同組合）の参事を務めていた1995年4月23日、長万部町議会議員選挙に初当選した。以後、1999年、2003年にも当選した。2003年5月に議長就任。

### 2006年長万部町長選挙
2006年7月23日の長万部町長選挙において当選、町長に就任した。
※当日有権者数：5,726人 最終投票率：84.09%（前回比：-pts）
| 候補者名 | 年齢 | 所属党派 | 新旧別 | 得票数  | 得票率 | 推薦・支持 |
| -------- | ---- | -------- | ------ | ------- | ------ | ---------- |
| 白井捷一 | 67   | 無所属   | 新     | 2,472票 | 52.5%  | -          |
| 高森治光 | 63   | 無所属   | 新     | 2,233票 | 47.5%  | -          |

### 2010年長万部町長選挙
前回と同じ構図になったが、2010年7月18日に再選を果たした。
※当日有権者数：5,349人 最終投票率：87.32%（前回比：+3.23pts）
| 候補者名 | 年齢 | 所属党派 | 新旧別 | 得票数  | 得票率 | 推薦・支持 |
| -------- | ---- | -------- | ------ | ------- | ------ | ---------- |
| 白井捷一 | 71   | 無所属   | 現     | 2,477票 | 53.5%  | -          |
| 高森治光 | 67   | 無所属   | 新     | 2,151票 | 46.5%  | -          |

### 2014年長万部町長選挙
2014年7月13日に行われた任期満了に伴う町長選において新人の木幡正志（無所属、元町議会議長）に敗れた。
※当日有権者数：4,938人 最終投票率：83.84%（前回比：-3.48pts）
| 候補者名 | 年齢 | 所属党派 | 新旧別 | 得票数  | 得票率 | 推薦・支持 |
| -------- | ---- | -------- | ------ | ------- | ------ | ---------- |
| 木幡正志 | 66   | 無所属   | 新     | 2,211票 | 54.5%  | -          |
| 白井捷一 | 75   | 無所属   | 現     | 1,844票 | 45.5%  | -          |

日本共産党の支持を受けていた。2020年、旭日双光章受章。
2025年2月20日、食道がんのため、死去した。叙正六位。86歳没。死没日付をもって正六位に叙された。